# Eulychnia iquiquensis
Eulychnia iquiquensis (K.Schum.) Britton & Rose, es una especie de planta fanerógama de la familia Cactaceae.

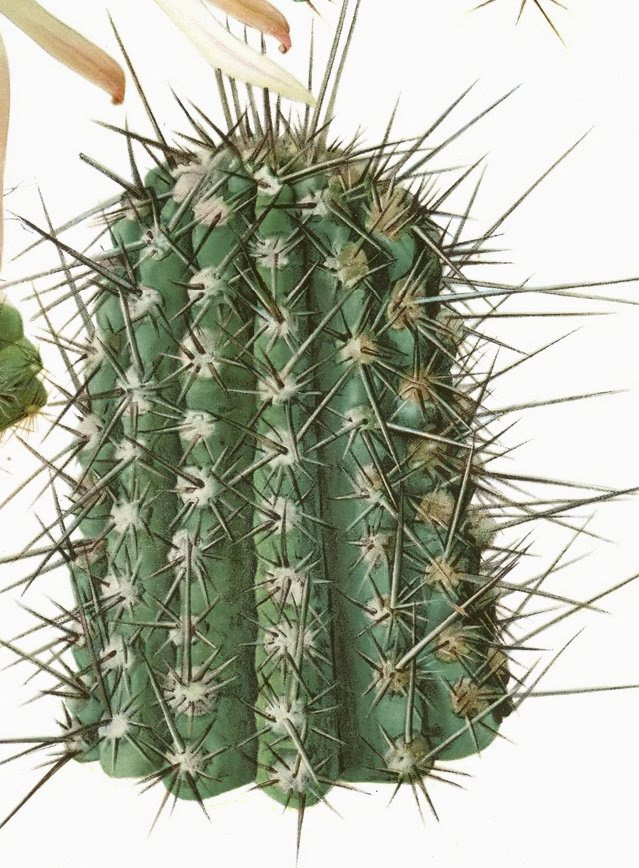
Detalle de la planta

## Distribución
Es endémica del Norte Grande en Chile. Es una especie rara en la vida silvestre. Se encuentra en la Reserva nacional La Chimba, Parque nacional Morro Moreno, y el Parque nacional Pan de Azúcar en Chile.

## Descripción
Eulychnia iquiquensis tiene un crecimiento arbustivo, ramificado cerca de la altura de la base y la planta alcanza los 2-7 metros. Se forma un tronco corto, vertical, con vigorosos brotes que están también ocasionalmente ramificados arriba. Tiene entre 12 y 15 costillas que están ligeramente jorobadas. Las areolas están cubiertas con lana blanca corta de las que surgen de 10 a 20 espinas que no se pueden distinguir si son centrales y radiales. Están erguidas y miden 2 a 12 cm de largo. Las blancas flores aparecen cerca de las puntas de los brotes y miden 5.5 a 6.5 cm de largo. Su pericarpio y el tubo de la corola son densamente lanosos. Las frutas son esféricas y están densamente cubiertas con lana blanca y tienen un diámetro de 5-6 cm.

## Taxonomía
Eulychnia iquiquensis fue descrita por  (K.Schum.) Britton & Rose y publicado en The Cactaceae; descriptions and illustrations of plants of the cactus family 2: 83–84, t. 15, f. 1. 1920.
Etimología
Eulychnia: nombre genérico que deriva de las palabras griegas: "εὖ" (eu) = "hermosa" y "λύχνος" (lychnos) = "lámpara", aludiendo a que es como una "hermosa antorcha".
iquiquensis epíteto geográfico que alude a su localización en Iquique.
Sinonimia
- Cereus iquiquensis basónimo
- Eulychnia morromorenoensis[3]